# José Antonio Maravall y Casesnoves
José Antonio Maravall y Casesnoves (Xàtiva, La Costera, 12 de juny de 1911 – Madrid, 19 de desembre de 1986) va ser un historiador i assagista valencià, figura central de la segona meitat del segle XX en la història de les idees.

## Biografia
Va estudiar Filosofia i Lletres i Dret en la Universitat de Múrcia, però va acabar aquesta última carrera i la de Ciències Polítiques i Econòmiques en la Universitat Central, on va ser deixeble de José Ortega y Gasset. Dins del primer ambient estètic falangista (també va escriure poesia), va fundar Nueva Revista juntament amb José Antonio Muñoz Rojas i Leopoldo Panero.
Però l'actitud intel·lectual i universitària així com la tasca històrica de José Antonio Maravall van ser totalment aliens a aquesta fascinació de joventut. De fet, la seva historiografia es va obstinar a ressaltar els aspectes del pensament progressista espanyol, com es percep molt bé ja a Las Comunidades de Castilla. Una primera revolución moderna (1963), en El mundo social de "La Celestina" (1964), o a Antiguos y modernos. La idea de progreso en el desarrollo inicial de una sociedad (1966). Per altra banda, els quatre toms d'articles de molts anys posteriors, reunits sota el títol Estudios de Historia del pensamiento español, són treballs decisius i reveladors d'aquesta posició que va sostenir en la seva docència i el seu magisteri. Dirigí Cuadernos Hispano-Americanos, i col·laborà a Cruz y Raya, Revista de Occidente, El Sol, Asclepio i altres revistes.
José Antonio Maravall va ser professor universitari a Espanya i l'estranger. Catedràtic en la Universitat de la Laguna i la Universitat Complutense de Madrid. Per la qualitat humanística dels seus estudis i recerques va arribar a ser membre de la Reial Acadèmia de la Història i president de l'Associació Espanyola de Ciències Històriques. Així mateix va ser Doctor Honoris causa per la Universitat de Tolosa de Llenguadoc.
Se'l considera un dels introductores a Espanya de la Història de les idees, i una de les màximes autoritats en el període de l'Antic Règim. El 1987 va rebre el Premi Nacional d'Assaig que concedeix el Ministeri de Cultura. És figura central de la segona meitat del segle XX en la historiografia espanyola.
Va morir a Madrid l'11 de desembre de 1986. El seu fill José María Maravall fou ministre d'educació durant la primera etapa socialista amb Felipe González.

## Obres
- El humanismo de las armas en Don Quijote (1948)
- El concepto de España en la Edad Media (1954), Centro de Estudios Políticos y Constitucionales, 1997 ISBN 978-84-259-0650-3
- La historia y el presente (1955)
- Teoría del saber histórico (1958), Biblioteca Nueva, 2008, ISBN 978-84-9742-717-3
- Ortega en nuestra situación (1959)
- Menéndez Pidal y la historia del pensamiento (1960)
- Velázquez y el espíritu de la modernidad (1960), Centro de Estudios Políticos y Constitucionales, 1999 ISBN 978-84-259-1084-5
- Carlos V y el pensamiento político del Renacimiento (1960), Boletín Oficial del Estado, 1999 ISBN 978-84-340-1123-6
- Las Comunidades de Castilla. Una primera revolución moderna (1963), Ediciones Altaya, 1998 ISBN 978-84-487-0901-3
- El mundo social de "La Celestina" (1964), Gredos, 1986 ISBN 978-84-249-0268-1
- Antiguos y modernos. La idea de progreso en el desarrollo inicial de una sociedad (1966), Alianza Editorial, 1998 ISBN 978-84-206-2917-9.
- Estado Moderno y mentalidad social: siglos XV al XVII, Madrid, Revista de Occidente, 1972
- La oposición política bajo los Austrias (1972)
- Teatro y literatura en la sociedad barroca (1972), Crítica, 1990 ISBN 978-84-7423-434-3
- La cultura del Barroco. Análisis de una estructura histórica (1975), Ariel, 2002 ISBN 978-84-344-8339-2
- Utopía y contrautopía en "El Quijote" (1976), Visor Libros, 2006 ISBN 978-84-7522-793-1
- Poder, honor y élites en el siglo XVII (1979), Siglo XXI de España Editores, 1989 ISBN 978-84-323-0365-4
- Utopía y reformismo en la España de los Austrias (1982)
- Estudios de Historia del pensamiento español. Edad Media (Agencia Española de Cooperación Internacional, 1983), ISBN 978-84-7232-313-1, artículos.
- Estudios de Historia del pensamiento español. La época del Renacimiento (Agencia Española de Cooperación Internacional, 1984), ISBN 978-84-7232-329-2, artículos
- Estudios de Historia del pensamiento español. El siglo del Barroco (Agencia Española de Cooperación Internacional, 1984), ISBN 978-84-7232-335-3, artículos
- La literatura picaresca desde la historia social (Taurus, 1986), ISBN 978-84-306-1265-9
- El mundo social de La Celestina, Madrid, Gredos, 1986
- Poder, honor y élites en el siglo XVII, Madrid, Siglo XXI, 1989
- Estudios de Historia del pensamiento español. Siglo XVIII (Mondadori, 1991), artículos
- Teoría del Estado en España en el siglo XVII, Centro de Estudios Políticos y Constitucionales, 1997 ISBN 978-84-259-1020-3
- Escritos de historia militar, Ministerio de Defensa. Centro de Publicaciones, 2007 ISBN 978-84-923067-6-3